# My Grandmother's Space Suit
My Grandmother's Space Suit è il terzo album del gruppo romano Fonderia, pubblicato nel 2010.

## Descrizione
Il disco è stato registrato nei Real World Studios (Box, UK), e co-prodotto da Marco Migliari, e vede la partecipazione dei cantanti Barbara Eramo e Emmanuel Louis.

## Tracce
1. Moebius Onion Rings – 4:33
2. Istanbul – 6:43
3. Loaded Gun (feat. Barbara Eramo) – 6:23
4. Gravity Wave – 5:43
5. Liquid – 6:39
6. A Billion Electric Sheep – 6:49
7. Gojira – 6:52
8. I Can't Believe This Is A Pop(e) Song (feat. Emmanuel Louis) – 3:28
9. Doctor's Hill – 5:57

Durata totale: 53:07

## Formazione
- Emanuele Bultrini - chitarre
- Federico Nespola - batteria
- Luca Pietropaoli - tromba
- Stefano Vicarelli - tastiere

### Ospiti
- Claudio Mosconi - basso
- Barbara Eramo - voce (3)
- Emmanuel Louis - voce, chitarra (8)
- Cristiano De Fabritiis - vibrafono (1)